# دهوک الله‌دادخان
دهوک الله‌دادخان (به انگلیسی: Dhok Allahdad Khan) یک شهر در پاکستان است که در اسلام‌آباد واقع شده‌است. دهوک الله‌دادخان ۴۵۷ متر بالاتر از سطح دریا واقع شده‌است.